# Stróżewice
Stróżewice (deutsch: Strosewo Hauland, 1906–1919, 1939–1945 Hermstal) ist ein Dorf und Schulzenamt der Landgemeinde Chodzież im Powiat Chodzieski der Woiwodschaft Großpolen, Polen. Von 1975 bis 1998 gehörte das Dorf zur Woiwodschaft Piła.
Neben der römisch-katholischen Gemeinde befindet sich im Ort noch eine Filiale der lutherischen Kirche der Diözese Pommern-Großpolen.